# Marder III
A Marder III-es (SdKfz 138) a náci Németország hadseregének páncélvadász harcjárműve volt a második világháborúban. A harcjármű alapja a CKD LT vz. 38 harckocsi. 

## Tervezés
A Marder III harcjárművet a SdKfz 135, 131 és a 110 páncélvadászokhoz hasonló feltételek és a szükség hívták életre. Amikor a németek elfoglalták a csonka Csehszlovák államot, hozzáláttak a lefoglalt LT vz. 38 harckocsik megfelelő módosításához, hogy kielégítsék a harctereken támadt páncélelhárító hiányt.
Az eredeti harckocsi tornya nem volt megfelelő egy páncéltörő ágyú beépítéséhez, kezdetben ez a szovjetektől zsákmányolt 76,2 mm-es vontatott tábori löveget jelentette, mely nagy számban állt rendelkezésre abban az időben. Ebből a változatból mintegy 344-et szállítottak le a keleti frontra és Észak-Afrikába. A típus gyártása 1942-ben megváltozott, ekkor már elegendő mennyiség állt rendelkezésre a német 7,5 cm-es PaK ágyúból. Az új változat még mindig a Marder III volt, de az új löveg és a kismértékben megváltoztatott lövegpajzs miatt Sd.Kfz. 138 H jelzésű lett.
A harcjármű a nehéz löveg miatt orrnehézzé vált, amit a mérnökök úgy kompenzáltak, hogy a motort a jármű elején, a löveget kissé hátrébb helyezték. A típus gyártása 1944-ben fejeződött be, ekkorra 799 példány készült el.

## Alkalmazás
A Marder III-t széles körben alkalmazták Észak-Afrikában és a Szovjetunió elleni hadjáratban. Erős 7,5 cm-es PaK páncéltörő lövege a legtöbb szövetséges páncélozott jármű leküzdésére alkalmas volt.

## Galéria

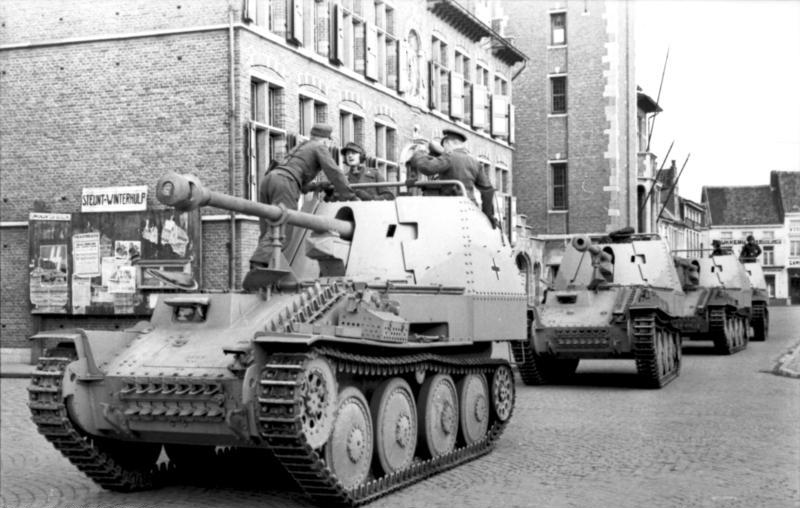
Marder III Ausf. M páncélvadászok nyugati fronton 1943/44 körül.
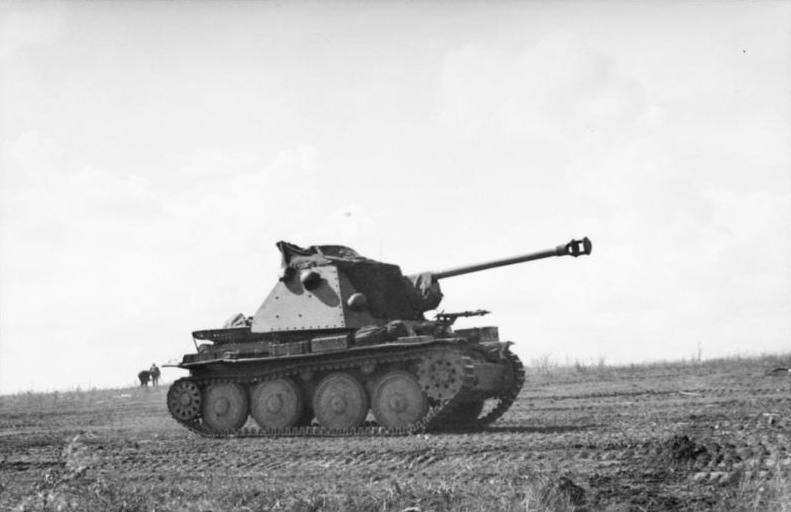
Marder III Ausf. H a keleti fronton.
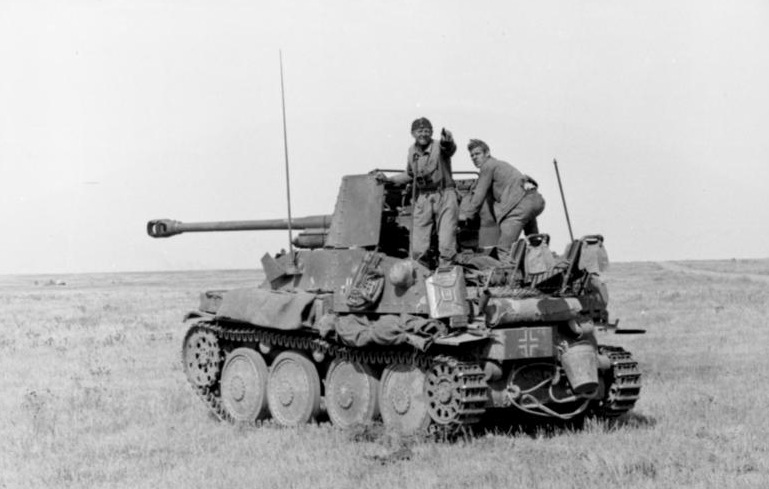
Marder III (Sd.Kfz. 139) a keleti fronton.
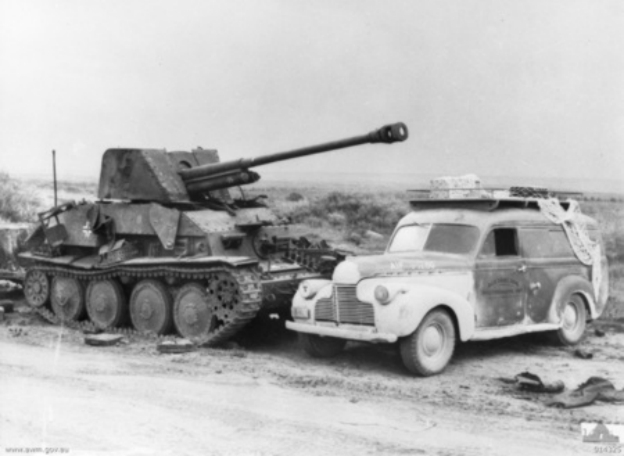
Egy elhagyott Marder III-as Észak-Afrikában 1943-ban. Az autó a fotósé, és képet ad a gép méretéről.

## Lásd még
- M18 Hellcat
- M10 GMC Wolverine
- Semovente 75/18